# Ennio De Concini
Ennio De Concini (Roma, 9 dicembre 1923 – Roma, 17 novembre 2008) è stato uno sceneggiatore e regista italiano, Premio Oscar 1963 per la sceneggiatura di Divorzio all'italiana.

## Biografia
Autore particolarmente fecondo, ha scritto oltre 150 sceneggiature praticando i generi più disparati, dal kolossal storico-letterario al mitologico e all'horror, dal melodramma alla commedia all'italiana. È considerato il padre del fiorente filone della fiction italiana, avendo scritto il primo episodio della serie La piovra (1984) e avendone curato la scrittura fino alla terza miniserie. Pur se con minore successo, si è anche cimentato nella regia, sia cinematografica (Gli 11 moschettieri del 1952; Daniele e Maria e Gli ultimi 10 giorni di Hitler del 1973) che televisiva (Quattro storie di donne, episodio "Luisa" del 1989), e ha anche prodotto il film di Antonio Leonviola Le gladiatrici (1963). Muore a Roma il 17 novembre 2008 e dopo tre giorni i funerali nella chiesa di San Roberto Bellarmino nel quartiere Parioli. Riposa nel cimitero monumentale del Verano.
È padre di Corrado De Concini.

## Filmografia parziale

### Cinema
- Amo un assassino, regia di Baccio Bandini (1951)
- Totò e i re di Roma, regia di Mario Monicelli e Steno (1951)
- I tre corsari, regia di Mario Soldati (1952)
- Jolanda, la figlia del Corsaro Nero, regia di Mario Soldati (1953)
- Il grido, regia di Michelangelo Antonioni (1957)
- La ragazza del Palio, regia di Luigi Zampa (1957)
- Le fatiche di Ercole, regia di Pietro Francisci (1957)
- La rivolta dei gladiatori, regia di Vittorio Cottafavi (1958)
- Gli italiani sono matti, regia di Duilio Coletti e Luis María Delgado (1958)
- Un maledetto imbroglio, regia di Pietro Germi (1959) – Nastro d'argento per la migliore sceneggiatura
- La regina delle Amazzoni, regia di Vittorio Sala (1960)
- Saffo, venere di Lesbo di Pietro Francisci (1960)
- La maschera del demonio, regia di Mario Bava (1960)
- Messalina, Venere imperatrice, regia di Vittorio Cottafavi (1960)
- Le legioni di Cleopatra, regia di Vittorio Cottafavi (1960)
- Costantino il Grande, regia di Lionello De Felice (1960)
- La lunga notte del '43, regia di Florestano Vancini (1960)
- Il colosso di Rodi, regia di Sergio Leone (1961)
- Divorzio all'italiana, regia di Pietro Germi (1961) –  Oscar alla migliore sceneggiatura originale 1963
- L'attico, regia di Gianni Puccini (1962)
- Jessica, regia di Jean Negulesco (1962)
- Italiani brava gente, regia di Giuseppe De Santis (1965)
- La guerra segreta (The Dirty Game), regia di Christian-Jaque, Werner Klingler, Carlo Lizzani e Terence Young (1965)
- L'ombrellone, regia di Dino Risi (1965)
- Operazione San Gennaro, regia di Dino Risi (1966)
- Fai in fretta ad uccidermi... ho freddo!, regia di Francesco Maselli (1967)
- La pecora nera, regia di Luciano Salce (1968)
- I bastardi, regia di Duccio Tessari (1968)
- Uno scacco tutto matto, regia di Roberto Fizz (1968)
- L'arciere di fuoco, regia di Giorgio Ferroni (1971)
- I quattro dell'apocalisse, regia di Lucio Fulci (1975)
- La piovra, regia di Damiano Damiani (1984)
- La piovra 2, regia di Florestano Vancini (1986)
- La piovra 3, regia di Luigi Perelli (1987)
- Il sole buio, regia di Damiano Damiani (1990)
- Caldo soffocante, regia di Giovanna Gagliardo (1991)
- Marcellino pane e vino, regia di Luigi Comencini (1991)

#### Televisione
- Quattro storie di donne – miniserie TV, episodio 1x3 (1989)
- Vita coi figli – miniserie TV (1991)

### Produttore
- Le gladiatrici, regia di Antonio Leonviola (1963)

### Regista

#### Cinema
- Gli 11 moschettieri, co-regia di Fausto Saraceni (1952)
- Daniele e Maria (1973)
- Gli ultimi 10 giorni di Hitler (Hitler: The Last Ten Days) (1973)